# Ronde van Zwitserland 2021 (vrouwen)
De 5e editie van de Ronde van Zwitserland vond plaats in 2021, twintig jaar na de laatste editie, en werd verreden op 5 en 6 juni.
De wedstrijd bestond uit twee etappes, waarvan de laatste etappe werd verreden op dezelfde dag als de proloog voor mannen. Beide etappes hadden Frauenfeld als start- en aankomstplaats. De Zwitserse kampioene Elise Chabbey versloeg in de eerste etappe over een heuvelachtig parcours de oud-wereldkampioene Lizzie Deignan in een sprint-à-deux. De Italiaanse Marta Bastianelli won de tweede etappe op een vlak parcours; Deignan sprokkelde onderweg genoeg bonificatieseconden voor de eindzege.

## Uitslagen
| Etappe       | Winnaar           | Algemeen klassement · | Puntenklassement · | Bergklassement · | Jongerenklassement · | Ploegenklassement |
| ------------ | ----------------- | --------------------- | ------------------ | ---------------- | -------------------- | ----------------- |
| 1            | Elise Chabbey     | Elise Chabbey         | Elise Chabbey      | Lizzie Deignan   | Mikayla Harvey       | Canyon-SRAM       |
| 2            | Marta Bastianelli | Lizzie Deignan        | Lizzie Deignan     | Lizzie Deignan   | Mikayla Harvey       | Canyon-SRAM       |
| 0Eindstanden | 0Eindstanden      | Lizzie Deignan        | Lizzie Deignan     | Lizzie Deignan   | Mikayla Harvey       | Canyon-SRAM       |

Mannen: 1933 · 1934 · 1935 · 1936 · 1937 · 1938 · 1939 · 1940 · 1941 · 1942 · 1943 · 1944 · 1945 · 1946 · 1947 · 1948 · 1949 · 1950 · 1951 · 1952 · 1953 · 1954 · 1955 · 1956 · 1957 · 1958 · 1959 · 1960 · 1961 · 1962 · 1963 · 1964 · 1965 · 1966 · 1967 · 1968 · 1969 · 1970 · 1971 · 1972 · 1973 · 1974 · 1975 · 1976 · 1977 · 1978 · 1979 · 1980 · 1981 · 1982 · 1983 · 1984 · 1985 · 1986 · 1987 · 1988 · 1989 · 1990 · 1991 · 1992 · 1993 · 1994 · 1995 · 1996 · 1997 · 1998 · 1999 · 2000 · 2001 · 2002 · 2003 · 2004 · 2005 · 2006 · 2007 · 2008 · 2009 · 2010 · 2011 · 2012 · 2013 · 2014 · 2015 · 2016 · 2017 · 2018 · 2019 · 2020 · 2021 · 2022 · 2023 · 2024 · 2025
Vrouwen: 1998 · 1999 · 2000 · 2001 · 2002-2020 · 2021 · 2022 · 2023 · 2024 · 2025